# Demonax quadricolor
Demonax quadricolor là một loài bọ cánh cứng trong họ Cerambycidae.